# 马利特环形山
马利特环形山（Mallet）是月球正面位于崎岖的东南高地上的一座大撞击坑，其名称取自十九世纪爱尔兰地球物理学家暨地震学家罗伯特·马利特（Robert Mallet，1810年-1881年），1935年被国际天文学联合会批准接受。

## 描述
该陨坑西侧靠近让桑环形山、西北偏北毗邻扬环形山、维加环形山位于它的东侧、东南和西南偏南面分别坐落了赖马鲁斯陨石坑和施泰因海尔环形山。该陨坑中心月面坐标为45°25′N 54°03′E / 45.41°N 54.05°E，直径58.9公里，深度4.92公里。
马利特环形山是一座外观呈不规则圆形的古老撞击坑，坑壁基本已损毁，坑内靠近西南内壁覆盖了卫星坑"马利特 A"，坑外距"马利特 A"仅数公里，紧邻着卫星坑"马利特 B"，而修长的里伊塔月谷则从马利特环形山的东北壁穿过，使这一侧坑壁的边缘几近笔直。该陨坑坑壁高出周边地形1190米，内部容积约2800公里3。坑底地表较为崎岖，除一些细小的月坑外，靠近北侧内壁还坐落了一座碗状的小陨坑。

## 卫星陨石坑
按惯例，最靠近马利特环形山的卫星坑将在月图上以字母标注在它的中心点旁边
| 马利特 | 纬度    | 经度    | 直径    |
| ------ | ------- | ------- | ------- |
| A      | 45.9° S | 53.8° E | 28 公里 |
| B      | 46.6° S | 52.0° E | 32 公里 |
| C      | 44.0° S | 53.8° E | 28 公里 |
| D      | 46.0° S | 57.0° E | 42 公里 |
| E      | 45.0° S | 54.3° E | 5 公里  |
| J      | 48.7° S | 55.9° E | 52 公里 |
| K      | 47.6° S | 57.0° E | 43 公里 |
| L      | 47.7° S | 55.5° E | 13 公里 |

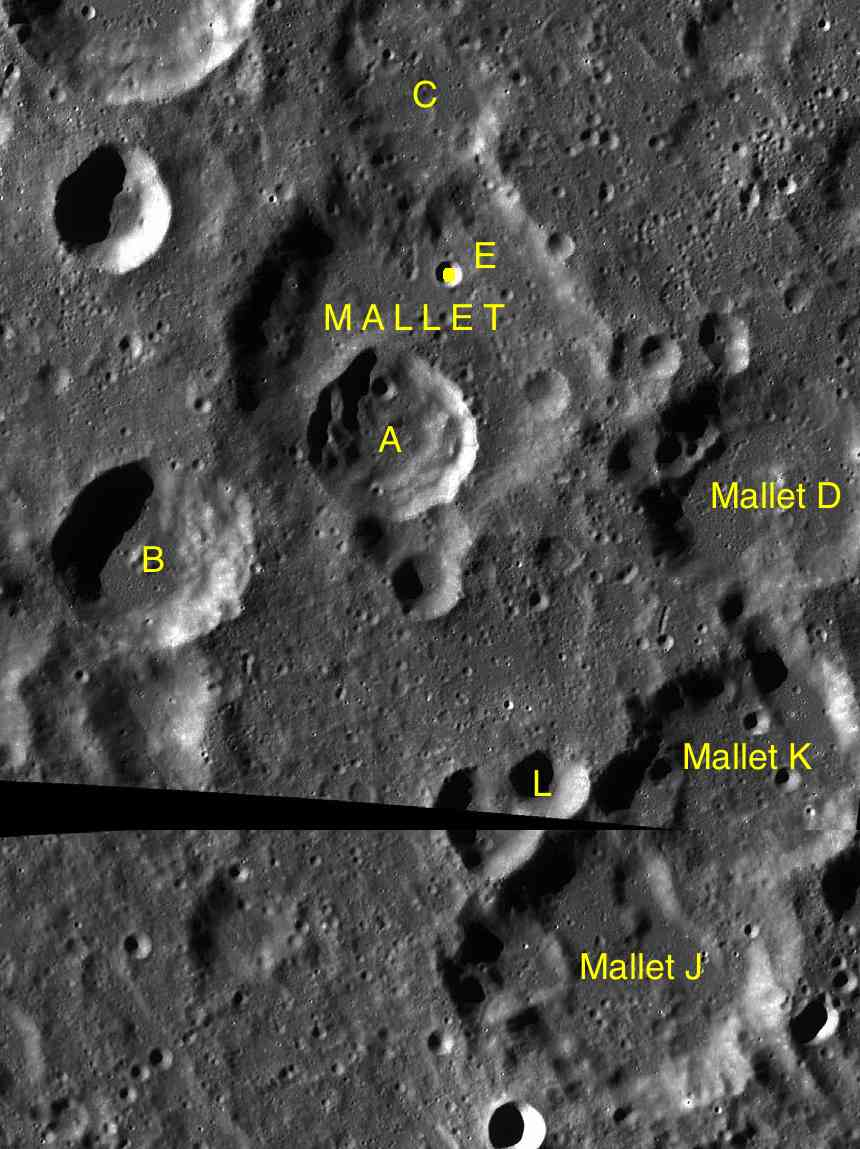
LAC-114和LAC-128拼接图

- 卫星坑"马利特 B"约形成于39.2-38.5亿年前的酒海纪[4]。

## 另请参阅
- Andersson, L. E.; Whitaker, E. A. . NASA RP-1097. 1982.
- Blue, Jennifer. . USGS. July 25, 2007  [2007-08-05]. （原始内容存档于2015-05-26）. （页面存档备份，存于）
- Bussey, B.; Spudis, P. . New York: Cambridge University Press. 2004. ISBN 978-0-521-81528-4.
- Cocks, Elijah E.; Cocks, Josiah C. . Tudor Publishers. 1995. ISBN 978-0-936389-27-1.
- McDowell, Jonathan. . Jonathan's Space Report. July 15, 2007  [2007-10-24]. （原始内容存档于2015-01-12）. （页面存档备份，存于）
- Menzel, D. H.; Minnaert, M.; Levin, B.; Dollfus, A.; Bell, B. . Space Science Reviews. 1971, 12 (2): 136–186. Bibcode:1971SSRv...12..136M. doi:10.1007/BF00171763.
- Moore, Patrick. . Sterling Publishing Co. 2001. ISBN 978-0-304-35469-6.
- Price, Fred W. . Cambridge University Press. 1988. ISBN 978-0-521-33500-3.
- Rükl, Antonín. . Kalmbach Books. 1990. ISBN 978-0-913135-17-4.
- Webb, Rev. T. W.  6th revised. Dover. 1962. ISBN 978-0-486-20917-3.
- Whitaker, Ewen A. . Cambridge University Press. 1999. ISBN 978-0-521-62248-6.
- Wlasuk, Peter T. . Springer. 2000. ISBN 978-1-85233-193-1.